# Sieuras
Sieuras ist eine französische Gemeinde mit 94 Einwohnern (Stand 1. Januar 2022) im Département Ariège in der Region Okzitanien. Sie gehört zum Kanton Arize-Lèze und zum Arrondissement Saint-Girons.
Nachbargemeinden sind Lapeyrère im Nordwesten, Sainte-Suzanne im Nordosten, Carla-Bayle im Süden, Castex im Südwesten und Méras im Westen.

## Bevölkerungsentwicklung
| Jahr                       | 1962 | 1968 | 1975 | 1982 | 1990 | 1999 | 2008 | 2016 |
| -------------------------- | ---- | ---- | ---- | ---- | ---- | ---- | ---- | ---- |
| Einwohner                  | 106  | 89   | 63   | 74   | 57   | 72   | 80   | 93   |
| Quellen: Cassini und INSEE |      |      |      |      |      |      |      |      |

## Bauwerke

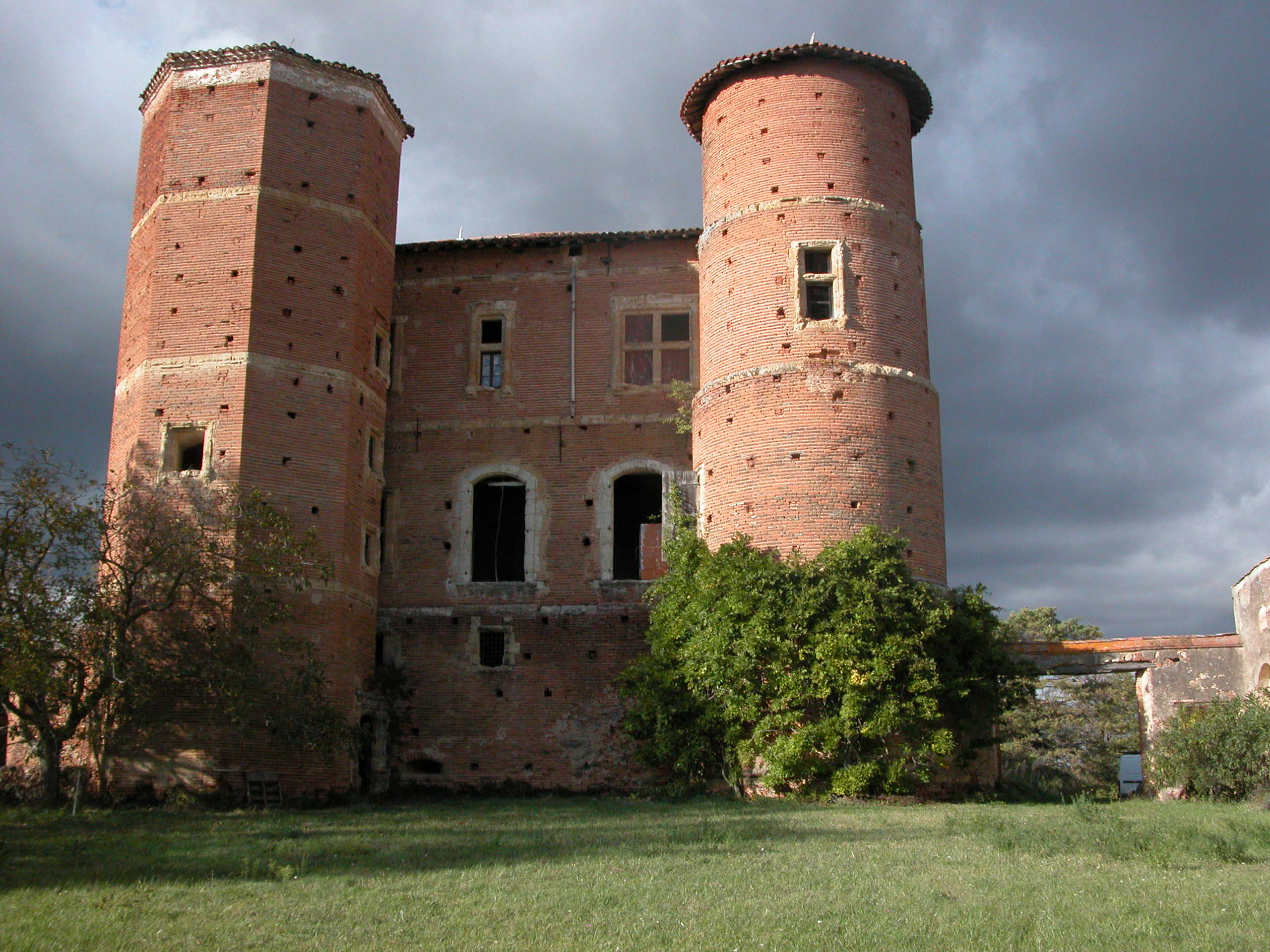
Schloss Nogarède

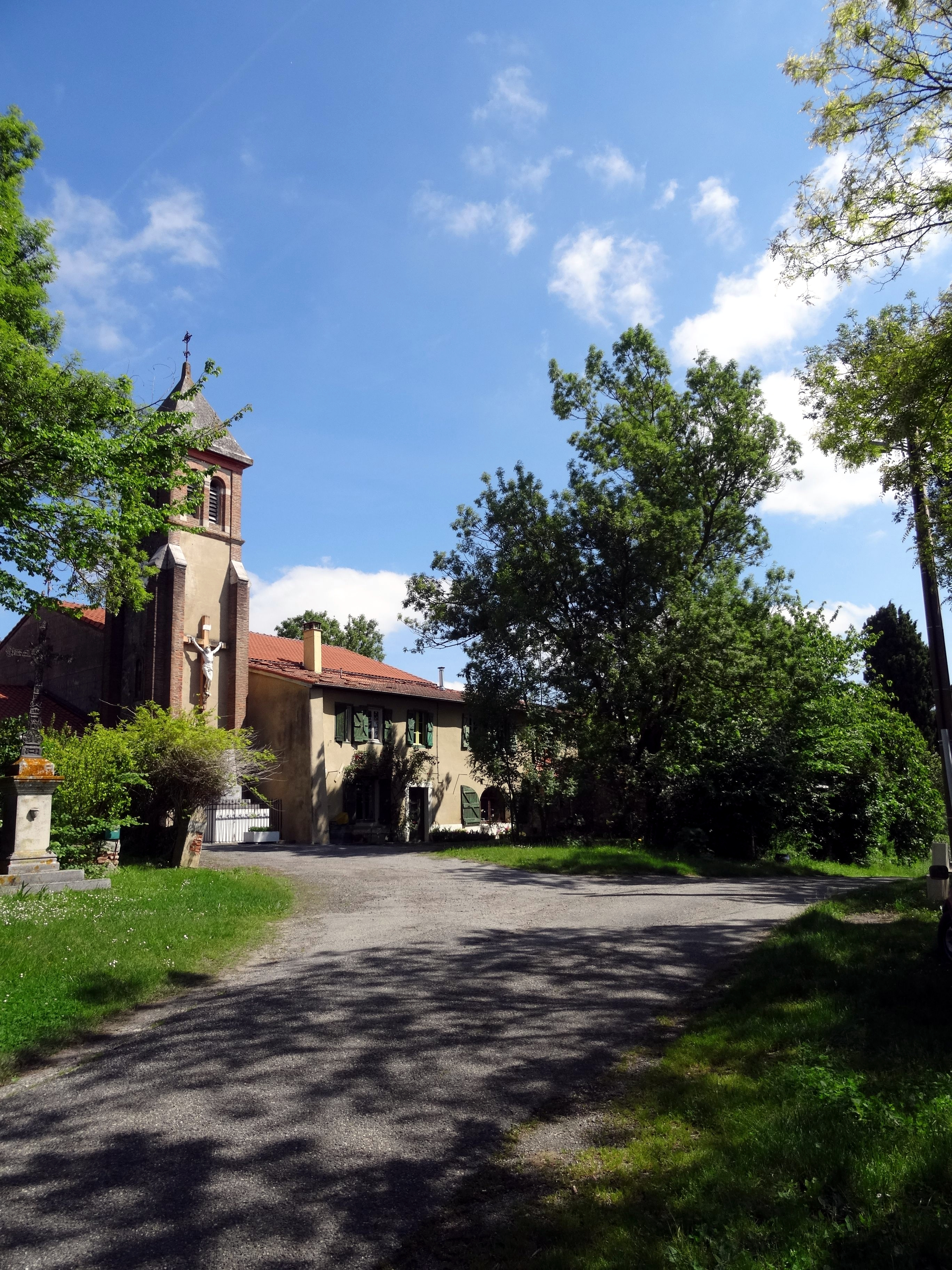
Kirche Saint-Sulpice

- Château de Nogarède, Ziegelsteinbau aus dem 16. Jahrhundert, seit 1989 Monument historique
- Église Saint-Sulpice